# Muddring

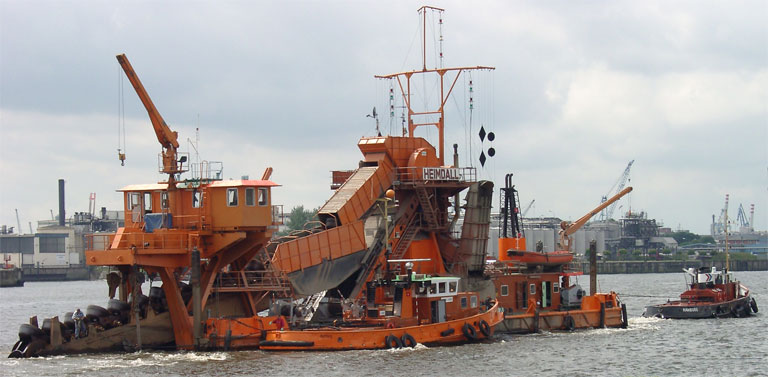
Mudderverk

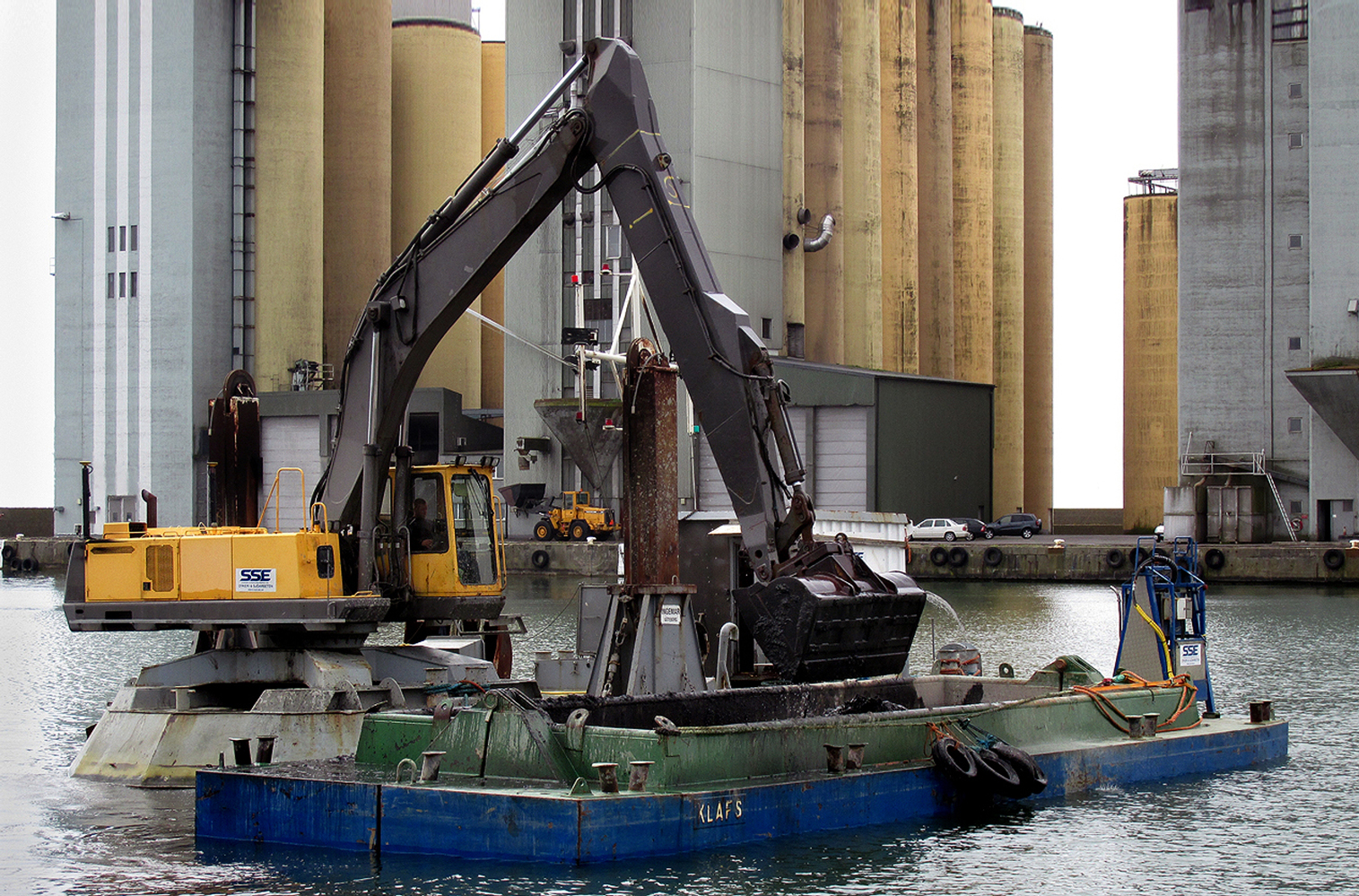
Muddring med grävmaskin och pråm i Ystads hamnbassäng, 25 maj 2015.

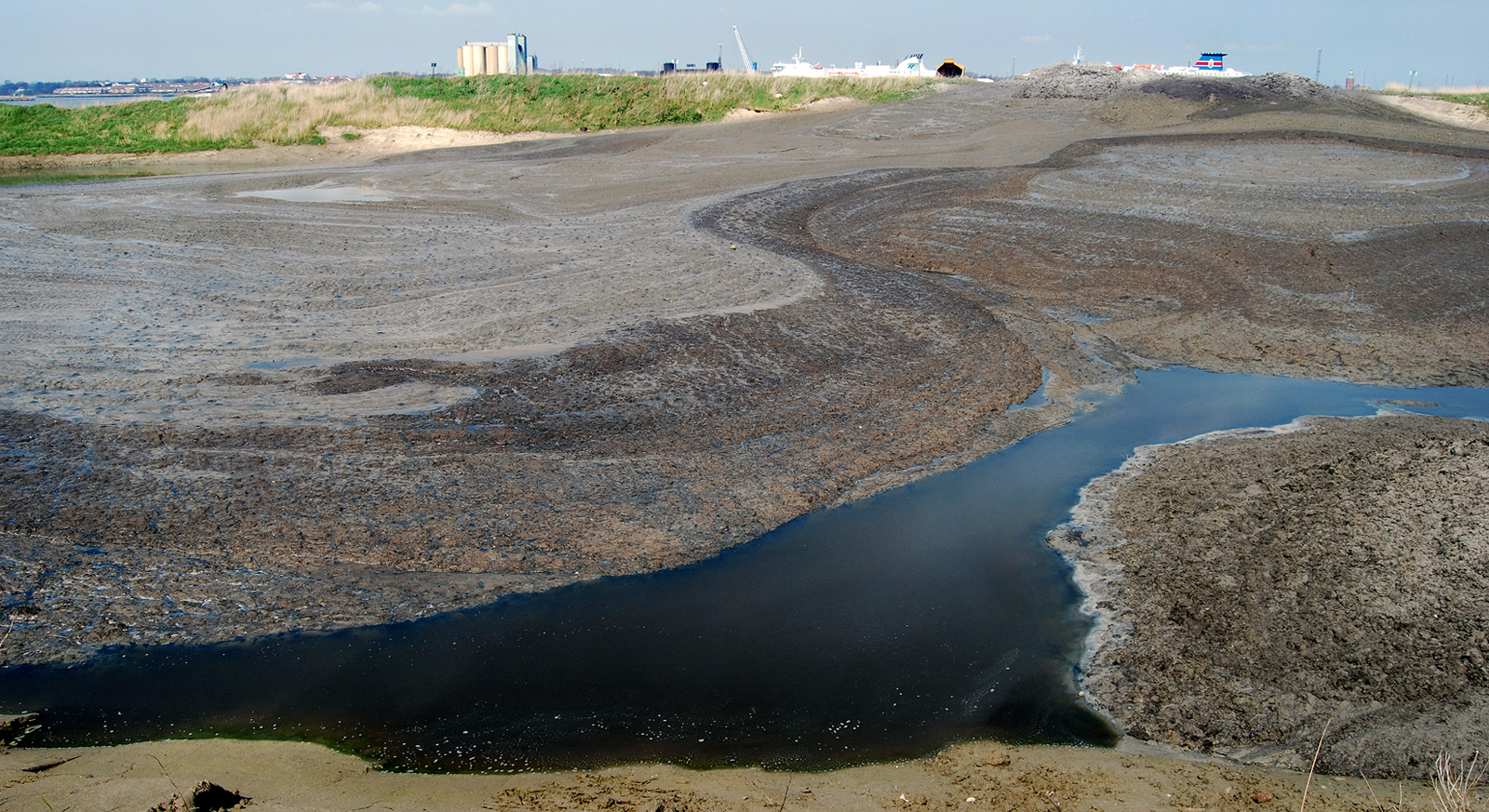
Efter muddring kan massorna dumpas på lämplig plats i havet, eller på land t.ex. på en utfyllnad. Utfyllnaden vid Världens ände i Ystad.

Muddring innebär schaktning under vatten i en sjö, vattendrag eller i havet. Muddring kan utföras genom att spränga, gräva eller suga upp material exempelvis i syfte att fördjupa en farled eller hamn. Muddring kan även utföras av andra skäl exempelvis för utvinning av sand och grus. Dessutom är muddring en av många åtgärder som används för att hindra eutrofiering i sjöar. Mängden närsalter som ansamlats på bottnen kan minskas genom muddring.   

## Frysmuddring
En muddringsmetod också kallad Artificial ground freezing (AFG) där bottensedimenten fryses ner i block för att lättare kunna lyftas upp. Metoden passar för muddring av förorenade områden eftersom liten partikelspridning erhålls med metoden.

## Källhänvisningar
1. ↑  ”Sanera förorenade sediment med frysmuddring”. Luleå tekniska universitet. http://ltu.diva-portal.org/smash/get/diva2:975899/FULLTEXT01.pdf. Läst 15 augusti 2013.